# 34 (numero)
Trentaquattro (cf. latino triginta quattuor, greco τέσσαρες καὶ τριάκοντα) è il numero naturale dopo il 33 e prima del 35.

## Proprietà matematiche
- È un numero pari.
- È un numero composto dai seguenti 4 divisori: 1, 2, 17, 34. Poiché la somma dei divisori (escluso il numero stesso) è 20 < 34, è un numero difettivo.
- È il nono numero della successione di Fibonacci, dopo il 21 e prima del 55.
- È il sesto numero di Markov, è nella soluzione all'equazione Diofantina di Markov: (1, 13, 34), (1, 34, 89), (34, 89, 9077), ecc.
- È la costante di magia di un quadrato magico 4 × 4 come:

{\displaystyle {\begin{bmatrix}16&3&2&13\\5&10&11&8\\9&6&7&12\\4&15&14&1\end{bmatrix}}}
- È un numero nontotiente.
- È un numero noncototiente.
- È un numero ettagonale.
- I primi 34 numeri dispari, concatenati, danno un numero primo.
- È il più piccolo numero che può essere espresso come somma di due numeri primi in quattro modi diversi: 3 + 31 = 5 + 29 = 11 + 23 = 17 + 17.
- È il più piccolo numero che è la somma di distinti numeri primi le cui cifre sono tutte dispari: 34 = 3 + 5 + 7 + 19.
- π(34) = !3 + !4 = 11, dove !3 è il subfattoriale di 3, cioè 2, e !4 è il subfattoriale di 4, cioè 9.
- È la somma di due quadrati, 34 = 32 + 52.
- 1+1/3+1/(3×4)−1/(3×4)×34=1,414215686274509803921568627451, valore prossimo alla radice di 2.
- È un numero semiprimo.
- È parte della terna pitagorica (16, 30, 34), (34, 288, 290).
- È un numero palindromo nel sistema di numerazione posizionale a base 4 (202) e un numero a cifra ripetuta nel sistema numerico esadecimale.
- È un numero intero privo di quadrati.
- È un numero congruente.

## Astronomia
- 34D/Gale è una cometa periodica del sistema solare.
- 34 Circe è un asteroide della fascia principale del sistema solare.
- NGC 34 è una galassia spirale della costellazione della Balena.

## Astronautica
- Cosmos 34 è un satellite artificiale russo.

## Religione
- 34 è la somma delle lettere, posizionate nell'alfabeto ebraico, che formano la parola בית, che sono la 22ª la ת, la 10ª, la י e la 2ª la ב, tale parola corrisponde alla seconda consonante dell'alfabeto ebraico, cioè la בית, ed è la prima lettera con cui ha inizio la Bibbia.

## Letteratura
- 34 è il numero di cella e poi il nome con il quale Edmond Dantès viene identificato nel romanzo Il conte di Montecristo durante la sua prigionia al Castello d'If.

## Chimica
- È il numero atomico del Selenio (Se).

## Simbologia

### Smorfia
- Nella smorfia il numero 34 è la testa.

## Convenzioni

### Informatica
- La regola 34 di Internet dice che: Se qualcosa esiste, c'è anche in versione porno. Senza eccezioni.

### Telefonia
- È il prefisso telefonico internazionale per la Spagna.